# Stara Pleterska cerkev v Pleterjah
Stara Pleterska cerkev je gotska cerkev v Pleterjah v bližini Ptuja. Nastala je na začetku 15. stoletja. Bila je najmlajša izmed štirih srednjeveških cerkev v Sloveniji. Imenovala se je Prestol svete Trojice in v njej se je zamenjalo 13 menihov, s priorjem na čelu. Skozi leta so jo dograjevali, olepševali in spreminjali francoski menihi. V 16. stoletju je zaradi duhovnih nemirov življenje v njej skoraj  zamrlo. Imela je velika vrata, ki so povezovala obzidje. Ima visoka tridelna okna, ki so razporejena med oporniki. Oltarni del je bil vedno nekoliko dvignjen nad ostalo cerkvijo. V cerkvene stene so bile vzidane mnoge lončne posode. Na prvotnih tlakovcih je bil odtisnjen grb celjskih grofov. 